# Дорошко, Михаил Константинович
Михаил Константинович Дорошко (род. 1 июля 1949) — горнорабочий очистного забоя обособленного подразделения «Шахта „Ореховская“» акционерного общества «Краснодонуголь», Луганская область, Герой Украины (2005).

## Биография
Родился 1 июля 1949 года в селе Горки Стародорожского района Минской области
Работает горняком очистного забоя  «Шахта „Ореховская“» «Краснодонуголь», город Молодогвардейск, Луганская область.

## Награды и звания
- Герой Украины (23.08.2005, с вручением ордена Державы — за выдающиеся личные заслуги перед Украинским государством в развитии топливно-энергетического комплекса, шахтерскую доблесть и многолетний самоотверженный труд)[1].
- Орден Трудового Красного Знамени (02.06.1983)